# Trường Trung học phổ thông Nguyễn Trường Tộ, Huế
Trường THPT Nguyễn Trường Tộ tại Huế là một trong những ngôi trường THPT công lập ở Huế. Tiền thân của trường là trường Jeanne d'Arc một ngôi trường Công giáo lớn ở miền Trung.

## Lịch sử

### Tiền thân
Trường Jeanne D’arc Huế được thành lập năm 1903. Người phụ trách trường ấy là xơ Isaac.

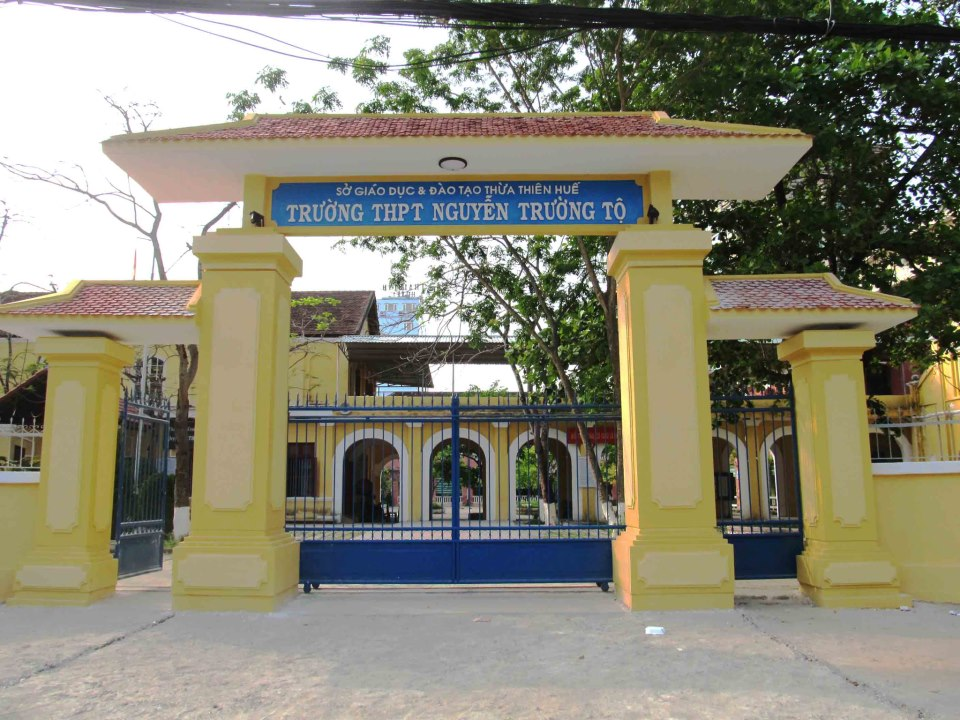
Cổng trường.

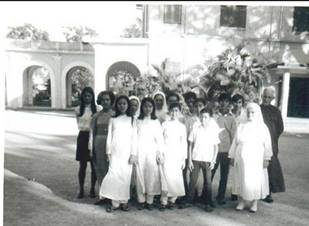
Trường Jeanne d’dArc năm 1973
Học sinh, giám thị và quản giáo của trường

Theo thời gian, trường được mang nhiều tên gọi khác nhau:
- Từ 1903 - 1973, trường mang tên Trung học Jeanne d'Arc.
- Từ 1973 - 1982, trường mang tên Nữ Trung học lưu trú Nam sông Hương Huế.

### Trường THPT Nguyễn Trường Tộ ngày nay

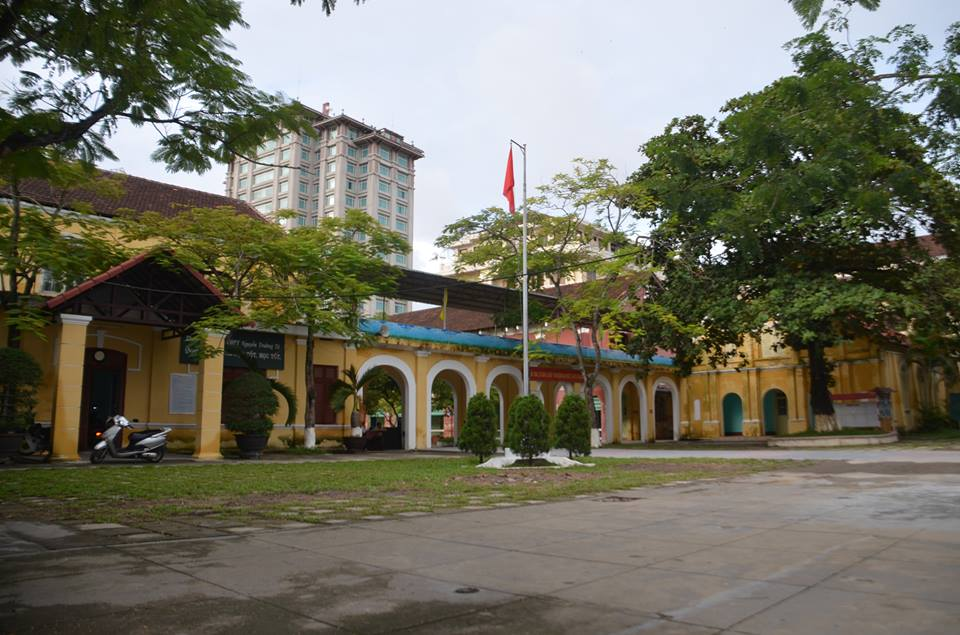
Nhà giám thị và nhà nguyện cũ (nay là hội trường)

Trường THPT Nguyễn Trường Tộ được thành lập năm 1991.  
Tháng 8/2010 UBND Tỉnh Thừa Thiên Huế có quyết định chuyển đổi trường THPT Nguyễn Trường Tộ từ loại hình trường THPT bán công sang trường THPT công lập 